# Nucleatiekern

Nucleatie-segregatie; concentratieverschil tussen gestolde vaste nucleatiekern en de ongestolde vloeibare fase

Een nucleatiekern, groeikern, kiem of nucleus is een microscopisch klein deeltje of onzuiverheid waaromheen zich in een metastabiel systeem een faseovergang kan beginnen te voltrekken. Voorbeelden zijn:
- een kristal dat zich begint te vormen tijdens de kristallisatie van een bepaalde substantie uit een oververzadigde oplossing (kristallisatiekernen)
- kleine stofdeeltjes of ijskristallen waaromheen zich in met vocht verzadigde lucht regendruppels beginnen te vormen (condensatiekernen)

## Kristallisatie
Een nucleatiekern kan via verschillende mechanismen in de oplossing terechtkomen. Primaire nucleatie en secundaire nucleatie zijn een bron van groeikernen. Ook homogene kristallen (de zogenaamde entkristallen) die aan een oververzadigde oplossing worden toegevoegd, kunnen als groeikern optreden.